# Autobuses Metropolitanos de Valencia (MetroBus)
El servicio de Autobuses Metropolitanos de Valencia, más conocido como MetroBus, o popularmente como los "autobuses amarillos", es el encargado de prestar el servicio de transporte en autobús entre la ciudad de Valencia, y toda su área metropolitana, así como las conexiones entre sí de estas zonas suburbanas.
Las líneas de MetroBus son realizadas por distintas compañías. Son:Grupo Transvia (Fernanbús, Avsa, Edetania Bus, Autocares Herca y Autocares Buñol)  
Todas estas compañías, con la creación de Metrobús, para prestar los servicios regulares de las líneas metropolitanas de Valencia, tuvieron que pintar su flota de autobuses interurbanos de color amarillo, para que todos los usuarios puedan identificarlos rápidamente.
El 29 de noviembre de 2010 la Agencia Valenciana de Movilidad Metropolitana pone en marcha la nueva línea Metrorbital. Su recorrido es Est. Empalme - Nueva Fe - Est. Valencia Cabañal. La línea es sustituida posteriormente por la nueva 99 de la EMT. 

## Servicios de Metrobús
Metrobús tiene un total de 102 líneas repartidas por toda el área suburbana de Valencia. Además de estas líneas regulares, alguna de las empresas que explotan Metrobús, también hacen servicios discrecionales con los autobuses de línea regular.

### Líneas regulares
Hay líneas de MetroBús, que por su poca cantidad de pasaje, tiene salidas a determinadas horas del día, que no guardan ningún tipo de margen igual de tiempo entre ellas. Algunas líneas tienen versión nocturna, y/o pueden variar sus horarios durante el periodo estival.
| Línea | Recorrido                                                                                             | Operador        |
| ----- | --- | --------------- |
| 106A  | Torrente - Alacuás - Aldaya - C.C. Bonaire - Cuart de Poblet - Aeropuerto - Manises                   | Fernanbús       |
| 106B  | Torrente - C.C. Bonaire                                                                               | Fernanbús       |
| 106C  | Manises - Cuart de Poblet                                                                             | Fernanbús       |
| 110   | Alboraya - Hospital de Sagunto                                                                        | AVSA            |
| 111   | Valencia - Almácera - Puerto de Sagunto                                                               | AVSA            |
| 112A  | Valencia - El Puig                                                                                    | AVSA            |
| 112B  | Valencia - El Puig (hasta Port Saplaya)                                                               | AVSA            |
| 112C  | Valencia - El Puig (hasta Rafelbuñol)                                                                 | AVSA            |
| 113   | Valencia - Vall de Uxó                                                                                | AVSA            |
| 114A  | Valencia - Sagunto - Puerto de Sagunto                                                                | AVSA            |
| 114B  | Valencia - Masamagrel - Rafelbuñol - Puzol - Sagunto - Puerto de Sagunto                              | AVSA            |
| 115   | Valencia - Puerto de Sagunto                                                                          | AVSA            |
| 116A  | Valencia - Sagunto - Puerto de Sagunto - Canet de Berenguer                                           | AVSA            |
| 116B  | Valencia - Sagunto - Puerto de Sagunto - Canet de Berenguer - Playa Canet                             | AVSA            |
| 116C  | Valencia - Puerto de Sagunto - Canet de Berenguer                                                     | AVSA            |
| 116D  | Valencia - Puerto de Sagunto - Canet de Berenguer - Playa Canet                                       | AVSA            |
| 116E  | Valencia - Sagunto - Puerto de Sagunto - Canet de Berenguer - Playa Canet - Playa Almardá (en verano) | AVSA            |
| 117N  | Nocturno Puzol - Rafelbuñol                                                                           | AVSA            |
| 118N  | Nocturno Valencia - Sagunto                                                                           | AVSA            |
| 119N  | Nocturno Valencia - Puzol                                                                             | AVSA            |
| 130A  | Est. Empalme - Parque Tecnológico (por Facultades)                                                    | Edetania Bus    |
| 130B  | Est. Empalme - Parque Tecnológico (por Burjassot)                                                     | Edetania Bus    |
| 131   | Valencia - Urb. Mas Camarena                                                                          | Edetania Bus    |
| 132   | Aeropuerto - Estación FGV Empalme                                                                     | Edetania Bus    |
| 133A  | Estación FGV Bétera - Náquera - Serra                                                                 | Edetania Bus    |
| 133B  | Serra - Hospital de Liria                                                                             | Edetania Bus    |
| 133N  | Nocturno Valencia - Serra                                                                             | Edetania Bus    |
| 134A  | Villamarchante - Ribarroja del Turia                                                                  | Edetania Bus    |
| 134B  | Villamarchante - Hospital de Liria                                                                    | Edetania Bus    |
| 134N  | Nocturno Villamarchante - Valencia                                                                    | Edetania Bus    |
| 135A  | Valencia - Torre en Conill                                                                            | Edetania Bus    |
| 135B  | Valencia - Urb. Mas Camarena - Hospital Dr. Moliner                                                   | Edetania Bus    |
| 135N  | Nocturno Valencia - Torre en Conill                                                                   | Edetania Bus    |
| 136A  | Liria - Benisanó - La Puebla - Universidades                                                          | Edetania Bus    |
| 136B  | La Eliana - San Antonio de Benagaber - Universidades                                                  | Edetania Bus    |
| 136C  | Paterna - Universidades                                                                               | Edetania Bus    |
| 140A  | Valencia - Terramelar - Paterna - El Plantío                                                          | Edetania Bus    |
| 140B  | Valencia - Terramelar - Paterna                                                                       | Edetania Bus    |
| 140N  | Nocturno Valencia - Burjasot - La Cañada                                                              | Edetania Bus    |
| 141   | Valencia - La Loma Larga - Valterna                                                                   | Edetania Bus    |
| 142A  | Paterna - Hospital La Fe                                                                              | Edetania Bus    |
| 142B  | Paterna - Centro de Especialidades Burjasot                                                           | Edetania Bus    |
| 143   | Paterna - Port Saplaya (solo verano)                                                                  | Edetania Bus    |
| 144   | Valencia - Parque Tecnológico - L'Andana                                                              | Edetania Bus    |
| 145A  | Valencia - C.C. El Osito - Pobla Vallbona - Liria (directo)                                           | Edetania Bus    |
| 145B  | Valencia - Liria - Gestalgar                                                                          | Edetania Bus    |
| 145N  | Nocturno Valencia - Liria                                                                             | Edetania Bus    |
| 146A  | Valencia - La Eliana - C.C. El Osito                                                                  | Edetania Bus    |
| 146B  | Valencia - La Eliana - C.C. El Osito - FGV Benaguasil                                                 | Edetania Bus    |
| 147   | Valencia - Alborgí - Parque empresarial Táctica - Pol. Ind. Fuente del Jarro                          | Edetania Bus    |
| 150   | Valencia - Mislata - Cuart de Poblet - Manises - Aeropuerto                                           | Fernanbús       |
| 150N  | Nocturno Valencia - Mislata - Cuart de Poblet - Manises - Aeropuerto                                  | Fernanbús       |
| 152   | Cuart de Poblet – Aldaya – Alacuás – Chirivella – El Saler                                            | Fernanbús       |
| 153N  | Nocturno Valencia – Paiporta – Picaña – Torrente                                                      | Fernanbús       |
| 160A  | Valencia - Barrio de la Luz - Chirivella - Aldaya - Barrio del Cristo - C.C. Bonaire                  | Fernanbús       |
| 160B  | Valencia - Barrio de la Luz - Chirivella - Aldaya - Barrio del Cristo                                 | Fernanbús       |
| 161   | Valencia - Barrio de la Luz - Chirivella - Alacuás - Aldaya - Barrio del Cristo - Cuart de Poblet     | Fernanbús       |
| 161N  | Nocturno Valencia – Chirivella – Alacuás – Aldaya                                                     | Fernanbús       |
| 162   | Aldaya - Salt de l'Aigua                                                                              | Fernanbús       |
| 163   | Alacuás - Valencia (Metro Nou d’Octubre)                                                              | Fernanbús       |
| 164   | Chirivella - Cuart de Poblet (Metro Faitanar)                                                         | Fernanbús       |
| 165   | Cuart de Poblet - Manises - Paterna - Burjasot                                                        | Fernanbús       |
| 170A  | Valencia - Barrio de la Luz - Chirivella - Alacuás - Torrente - El Vedat - Cumbres - Calicanto        | Fernanbús       |
| 170B  | Valencia - Barrio de la Luz - Chirivella - Alacuás - Torrente - El Vedat                              | Fernanbús       |
| 170C  | Valencia - Barrio de la Luz - Chirivella - Alacuás - Torrente                                         | Fernanbús       |
| 180   | Valencia - Catarroja - Albal                                                                          | Autocares Herca |
| 181   | Valencia - Alcácer - Picasent                                                                         | Autocares Herca |
| 182   | Valencia - Beniparrell - Silla                                                                        | Autocares Herca |
| 182N  | Nocturno Valencia - Picasent                                                                          | Autocares Herca |
| 183   | Valencia - Sedaví - Alfafar                                                                           | Autocares Herca |
| 184   | Silla - Hospital La Fe                                                                                | Autocares Herca |
| 185   | Picasent - Playa El Saler                                                                             | Autocares Herca |
| 186A  | Paiporta - Albal - Torrente - Paiporta                                                                | Autocares Herca |
| 186B  | Albal - Paiporta - Torrente - Albal                                                                   | Autocares Herca |
| 187   | Alcácer - Silla                                                                                       | Autocares Herca |
| 191   | Valencia - El Perelló - El Mareny Blau                                                                | Autocares Herca |
| 430A  | Turís - Valencia                                                                                      | Autocares Buñol |
| 430B  | Turís - Valencia (por Cuart de Poblet y Mislata)                                                      | Autocares Buñol |
| 431A  | Cheste - Valencia                                                                                     | Autocares Buñol |
| 431B  | Cheste - Valencia (por Urbanización Olimar)                                                           | Autocares Buñol |
| 432A  | Yátova - Turís - Hospital de Manises (por Cheste)                                                     | Autocares Buñol |
| 432B  | Yátova - Turís - Hospital de Manises (por Loriguilla)                                                 | Autocares Buñol |
| 433A  | Buñol - Hospital de Manises                                                                           | Autocares Buñol |
| 433B  | Godelleta - Buñol - Hospital de Manises                                                               | Autocares Buñol |
| 434   | Yátova - Turís - Playa (en verano)                                                                    | Autocares Buñol |
| 435A  | Yátova - València                                                                                     | Autocares Buñol |
| 435B  | Yátova - València (por Cheste)                                                                        | Autocares Buñol |
| 435C  | Yátova - València (por Cheste y urbanización Olimar)                                                  | Autocares Buñol |
| 436   | Buñol - Playa (en verano)                                                                             | Autocares Buñol |
| 437   | Cortes de Pallás - Buñol                                                                              | Autocares Buñol |
| 438A  | València - ONU y Air Nostrum - La Reva y L'Oliveral                                                   | Autocares Buñol |
| 438B  | València - La Reva y L'Oliveral                                                                       | Autocares Buñol |
| 500A  | Real - Valencia                                                                                       | Autocares Buñol |
| 500B  | Monserrat - Torrente                                                                                  | Autocares Buñol |
| 501   | Alfarp - Valencia                                                                                     | Autocares Buñol |
| 502A  | Millares - Dos Aguas - Valencia                                                                       | Autocares Buñol |
| 502B  | Millares - Dos Aguas - Valencia (por Alfarp)                                                          | Autocares Buñol |

### Líneas desaparecidas
| Línea | Trayecto | Salidas/Frecuencias (min.)              | Compañía que la explotaba | Motivo desaparición                                                 |
| ----- | --- | --------------------------------------- | ------------------------- | ------------------------------------------------------------------- |
| 104   | Almácera - Vinalesa - Alfara - Moncada |                                         | AVSA                      | Fin del servicio. Con la vuelta de la línea 36 EMT a Vinalesa.      |
| 120   | Valencia - Moncada |                                         | Autocares Herca           | Fin de la concesión e inicio del servicio de EMT con la línea 26    |
| 155   | Valencia - Ribarroja | 30                                      | Fernanbús                 | Fin de la concesión e inicio del servicio de Metro Valencia línea 9 |
| 158   | Valencia - Villamarchante (Directo) | 7:40/9:00/11:40/14:45/16:05/18:25/20:45 | URBETUR                   | No aceptación, se sustituye por más frecuencia en la línea 105.     |
| 171   | Valencia - Urb. Cumbres de Calicanto | 7:20/12:56                              | FERNANBÚS                 | Cambio de denominación, actualmente la línea 170.                   |
| 190A  | Valencia - Pinedo - El Saler - El Perelló                                                                                                   | 60                                      | Autocares Herca           | Fin de la concesión e inicio del servicio de EMT con la línea 25    |
| 190B  | Valencia - Pinedo - El Saler - El Palmar - El Perelló                                                                                       | -                                       | Autocares Herca           | Fin de la concesión e inicio del servicio de EMT con la línea 24.   |
| 190C  | Valencia - Mareny Blau | 60 (Verano)                             | Autocares Herca           | Cambio de denominación, actualmente la línea 191.                   |
| 260A  | Valencia - Godelleta - Turís (directo) |                                         | Autocares Buñol           | Fin de la concesión                                                 |
| 260B  | Valencia - Godelleta - Turís (por Cuart de Poblet y Mislata)                                                                                |                                         | Autocares Buñol           | Fin de la concesión                                                 |
| 265A  | València - Yátova (directo) |                                         | Autocares Buñol           | Fin de la concesión                                                 |
| 265B  | València - Yátova (por Cheste) |                                         | Autocares Buñol           | Fin de la concesión                                                 |
| 265C  | València - Yátova (por Cheste y Urbanizaciónes)                                                                                             |                                         | Autocares Buñol           | Fin de la concesión                                                 |
| 266A  | Valencia - Cheste (directo) |                                         | Autocares Buñol           | Fin de la concesión                                                 |
| 266B  | Valencia - Cheste (por Urbanizaciónes) |                                         | Autocares Buñol           | Fin de la concesión                                                 |
| 267A  | La Hoya de Buñol - Hospital de Manises (por Buñol - Ventas de Buñol - Chiva - Cheste - Loriguilla - Manises - Aldaya)                       |                                         | Autocares Buñol           | Fin de la concesión                                                 |
| 267B  | La Hoya de Buñol - Hospital de Manises (por Yàtova - Macastre - Alborache - Turís - Godelleta - Manises - Aldaya)                           |                                         | Autocares Buñol           | Fin de la concesión                                                 |
| 267C  | La Hoya de Buñol - Hospital de Manises (por Ventas de Buñol - Buñol - Yàtova - Macastre - Alborache - Turís - Godelleta - Manises - Aldaya) |                                         | Autocares Buñol           | Fin de la concesión                                                 |
| 268A  | La Hoya de Buñol - Playa de la Malvarrosa ( por Buñol - Ventas - Chiva - Cheste - Playa de la Malvarrosa)                                   |                                         | Autocares Buñol           | Fin de la concesión                                                 |
| 268B  | La Hoya de Buñol - Playa de la Malvarrosa ( por Yátova - Macastre - Alborache - Turís - Godelleta - Playa de la Malvarrosa)                 |                                         | Autocares Buñol           | Fin de la concesión                                                 |
| 269A  | València - Base Aérea - L'Oliveral y La Reva                                                                                                |                                         | Autocares Buñol           | Fin de la concesión                                                 |
| 269B  | València - L'Oliveral y La Reva |                                         | Autocares Buñol           | Fin de la concesión                                                 |

## Zonas a las que presta servicio

### Norte
Benimámet, Bétera, Burjasot, La Coma, Godella, Puerto de Sagunto, Masalfasar, Masamagrell, Náquera, Paterna, Puebla de Farnals, Playa de Puebla de Farnals, Port Saplaya, Puzol, El Puig, Playa del Puig, Rocafort, Sagunto, Serra y Vall d'Uixó.

### Sur
Albal, Alcácer, Alfafar, Alfarp, Almusafes, Benetúser, Benifayó, Beniparrell, Benimodo, Carlet, Catadau, Catarroja, Horno de Alcedo, La Punta, Les Gavines, Lugar Nuevo de la Corona, Llombay, El Mareny Blau, Masanasa, El Palmar, El Perelló, El Perellonet, Pinedo, Picasent, El Saler, Sedaví, Silla, Sollana y Sueca.

### Oeste
Aeropuerto de Valencia, Alacuás, Alborache, Alboraya, Aldaya, Barrio del cristo,Benaguacil, Benisanó, Bugarra, Buñol, Cheste, Chirivella, Chiva, La Eliana, Gestalgar, Godelleta, Liria, Macastre, Manises, Pedralba, Puebla de Vallbona, Cuart de Poblet, Ribarroja del Turia, San Antonio de Benagéber, Torrente, Vedado de Torrente, Turís, Villamarchante y Yátova